# Neolophonotus hara
Neolophonotus hara là một loài ruồi trong họ Asilidae. Neolophonotus hara được Londt miêu tả năm 1986. Loài này phân bố ở vùng nhiệt đới châu Phi.